# Protonstrålning
Protonstrålning är en form av partikelstrålning bestående av fria protoner.
Protonstrålning förekommer till skillnad från alfastrålning och betastrålning inte naturligt vid radioaktivt sönderfall utan måste åstadkommas artificiellt. Det främsta användningsområdet är för behandling av cancer då precisionen vid protonstrålning möjliggör att tumörer kan bestrålas med mindre skada på frisk, omkringliggande vävnad.